# Lodovico Scapinelli
Pour les articles homonymes, voir Scapinelli.
Lodovico Scapinelli (1585, Modène – 3 janvier 1634, Modène) est un philologue et poète italien de la Renaissance.

## Biographie
Lodovico Scapinelli nait à Modène, en 1585. Il est aveugle de naissance. Son instruction fait bientôt oublier son infirmité ; et le duc de Modène n’hésite pas à le charger de l’éducation de son enfant. C'est, en partie, par les bons offices de ce prince qu’il est nommé, en 1609, professeur d’éloquence à l’Université de Bologne, peu de jours après y avoir été reçu docteur. Il y reste jusqu’à l’année 1617, époque à laquelle, irrité d’un refus qu’il a éprouvé, il revient à Modène, où il obtient provisoirement la chaire de belles-lettres, qu’il garde jusqu’à l’année 1621 avant d'aller à l’Université de Pise. En 1628, l’Université de Bologne le nomme à la place de premier professeur d’éloquence, qu’il regardait comme le but de sa carrière littéraire, et que le célèbre Sigonius a atteint avant lui. Il ne jouit pas longtemps de son triomphe. Il meurt subitement à Modène, le 3 janvier 1634.

## Œuvres
Ses ouvrages, recueillis pour la première fois, en 1801, sous le titre d’Opere del dottore Lodovico Scapinelli (Parme, Bodoni, 2 vol. in-8°), contiennent ses poésies italiennes et latines, quelques morceaux en prose et quinze dissertations sur Tite-Live, précédées d’un discours et d’une préface sur cet auteur. Scapinelli s’était aussi exercé sur Horace, Justin, Sénèque, et particulièrement sur Virgile, dont il avait expliqué une partie de l’Énéide. L’éditeur de ses écrits réservait ces notes pour un troisième volume, qui n’a pas été publié. La mémoire de cet auteur a été consacrée par l’académie des Indefessi de Bologne, dans un recueil qui parut, l’année même où il mourut, sous le titre de Cœnotaphium Ludovici Scapinelli, etc., Bologne, in-4°, et par le P. Pozzetti, qui en prononça l’éloge dans l’Université de Modène, le 25 novembre 1794. Ce dernier a été réimprimé en tête de l’édition de Parme. On croit que c’est notre aveugle que Tassoni, à l’imitation du Démodocos de l’Odyssée (liv. 8), a introduit dans son poème héroï-comique pour chanter la fable d’Endymion. Ce qui donne quelque poids à cette conjecture, c’est que, dans la première édition de la Secchia rapita (Paris, 1622, in-12), on lit (chant 8, st. 45) Scapinel, au lieu de Scarpinel, qui lui a été substitué dans les nombreuses réimpressions de ce poème.

## Liste d'œuvres
- Opere del dottore Lodovico Scapinelli, vol. 1, Parme, Reale Tipografia, 1801 (lire en ligne).
- Opere del dottore Lodovico Scapinelli, vol. 2, Parme, Reale Tipografia, 1801 (lire en ligne).